# Список умерших в 1061 году
В этой статье представлен список известных людей, умерших в 1061 году.
См. также: Категория:Умершие в 1061 году

## Январь

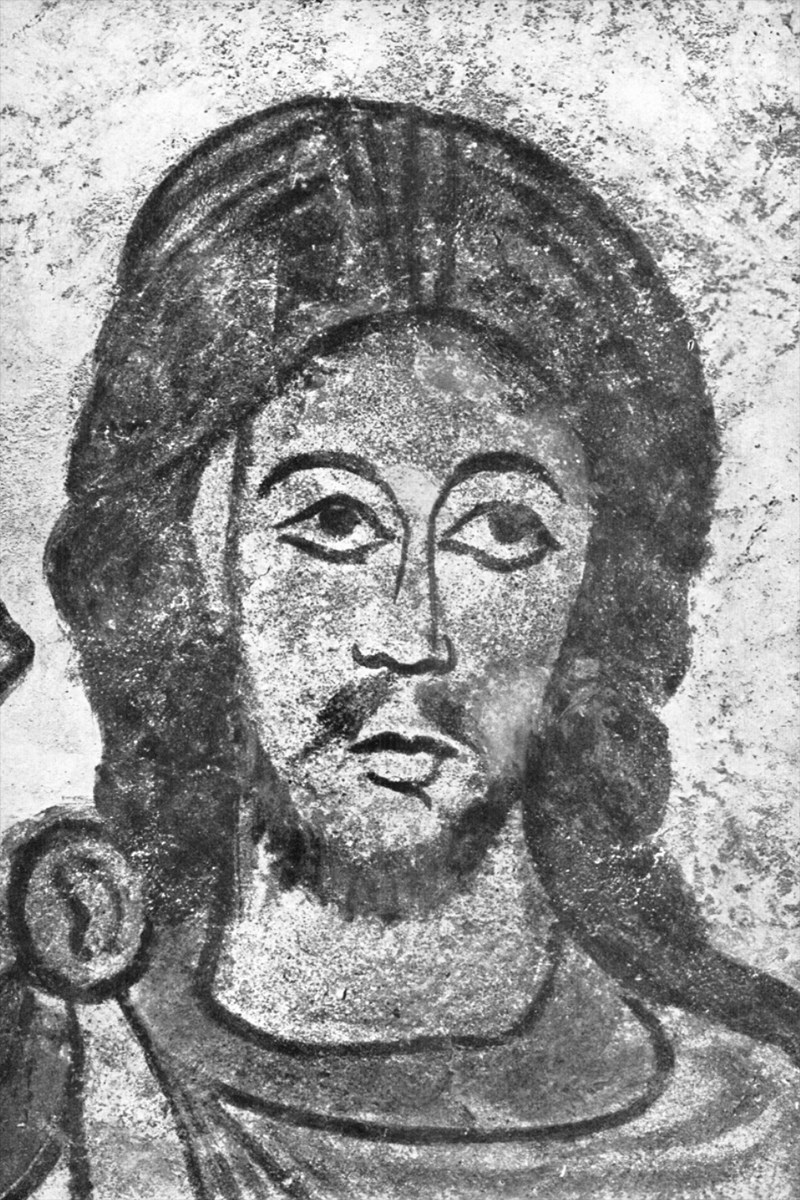
Спытигнев II

- 28 января — Спытигнев II — князь Чехии с 1055 года.

## Май
- 5 мая — Гумберт — кардинал, посол папы римского в Константинополе, действия которого способствовали расколу христианской церкви в 1054 году.
- 31 мая — Исаак I Комнин — византийский император (1057—1059)

## Июнь

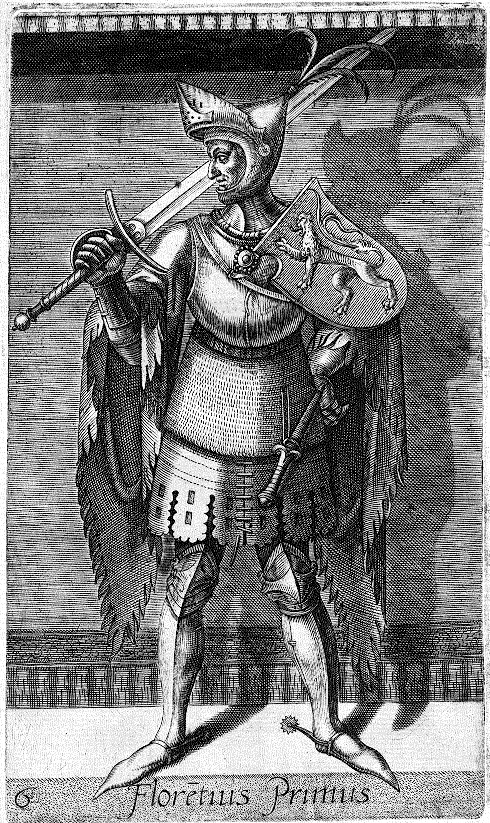
Флорис I

- 28 июня — Флорис I — граф Западной Фрисландии (Голландии) с 1049 года

## Июль

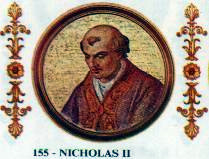
Николай II

- 13 июля — Беатрис I[англ.] — княгиня-аббатиса Кведлинбургского аббатства (1045—1061)
- 27 июля — Николай II — папа римский (1059—1061)

## Дата неизвестна или требует уточнения
- Бурхард I — сеньор Цоллерн, первый достоверно известный представитель династии Гогенцоллернов
- Гардизи — персидский историк и географ
- Конрад III — герцог Каринтии с 1056 года, маркграф Вероны с 1057 года.
- Али ибн Ридван — египетский врач, астролог и астроном.
- Руайдри Уа Флайтбертайг[англ.] — король Западного Коннахта (1059—1061)